# Phaonia regalis
Phaonia regalis este o specie de muște din genul Phaonia, familia Muscidae. A fost descrisă pentru prima dată de Stein în anul 1900. Conform Catalogue of Life specia Phaonia regalis nu are subspecii cunoscute.